# Sepia gibba
Sepia gibba är en bläckfiskart som beskrevs av Ehrenberg 1831. Sepia gibba ingår i släktet Sepia och familjen Sepiidae. IUCN kategoriserar arten globalt som otillräckligt studerad. Inga underarter finns listade i Catalogue of Life.